# Åsmyra
Åsmyra est une localité du comté de Nordland, en Norvège.

## Géographie
Administrativement, Åsmyra fait partie de la kommune de Vevelstad.